# 诺因加默集中营
诺因加默集中营（德語：Konzentrationslager Neuengamme） 是建於1938年的納粹集中營，位於德國漢堡附近的诺因加默，在1938年至1945年第二次世界大战期間運作，估計總共106,000名囚犯中超過一半死亡。 在戰爭結束後英國軍隊使用集中营拘留親衛隊的部隊。在1948年至2003年間，漢堡當局將诺因加默集中营設為監獄。現在集中营己成為紀念館以紀念死去二战時被納粹殺害的囚犯。

## 囚犯生活

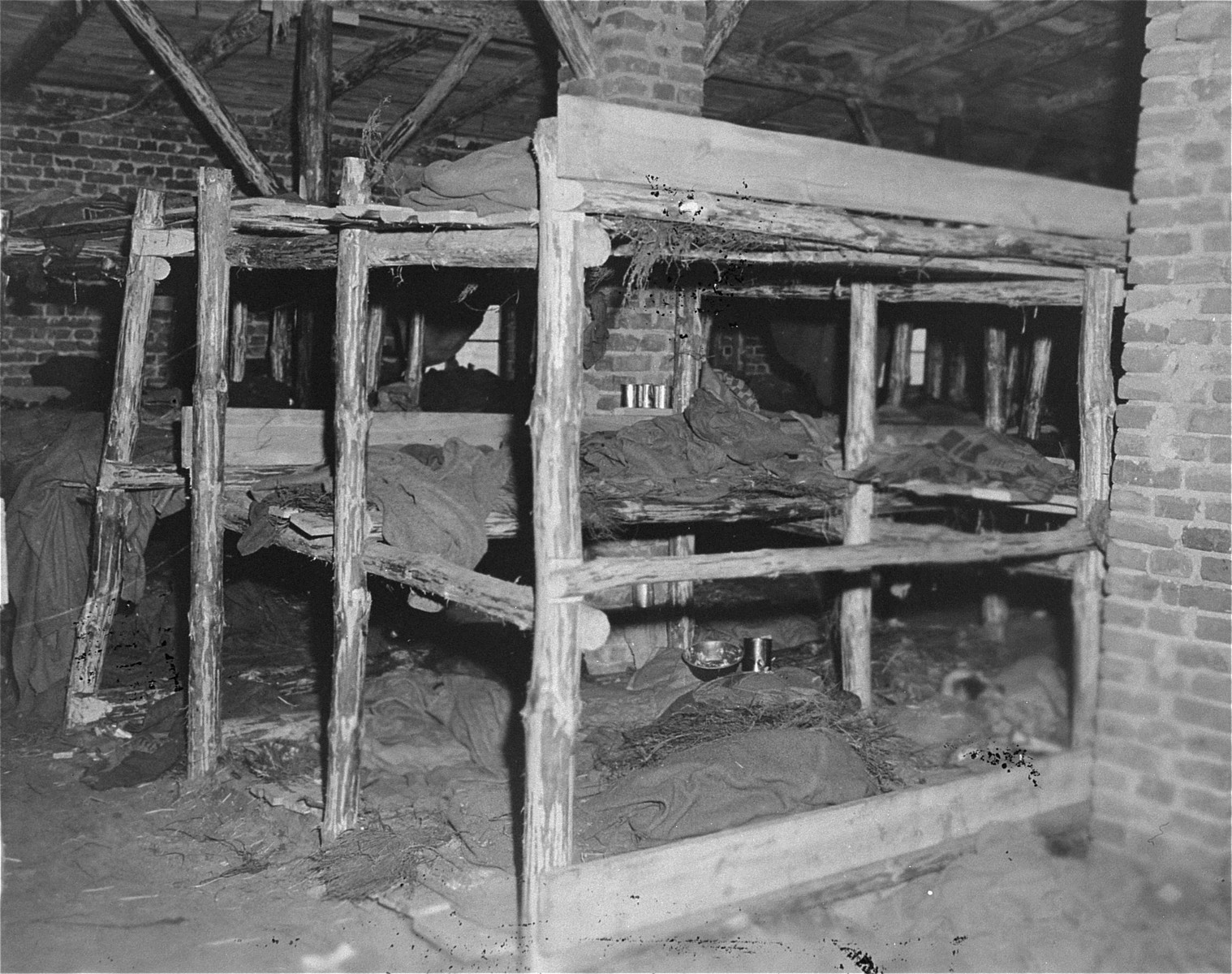
囚犯睡在簡單的木床

### 生活條件
囚犯全年在各種天氣條件下都只能穿着條紋西褲、夾克和帽子。他們會得到少量及不足食的食物包括水、大麥、麵包、粥及湯。囚犯看見警衛時必須立正取下帽子敬禮。

### 工作任務
為了應德國軍隊武器的需求，囚犯被迫在缺乏食物及護理下進行過度繁重的勞動。囚犯遍布德國北部約80個小型營地。至少有50,000人在不人道的情況下勞動，包括營養不足，極差的衛生條件，普遍的疾病以及被暴力對待。
集中營的工作主要是磚的生產，及建造運河運送磚塊。囚犯用不足的工具挖掘泥炭土壤，無論天氣條件或他們的健康狀況如何。從1942年開始，幾個武器生產商（如卡爾·瓦爾特公司、布洛姆－福斯公司）在諾因加默集中營附近建立設施並使用囚犯為其工作。

## 受害者
囚犯來自28個國家，也有來自當地的猶太社區，及共產主義者、同性戀者、妓女、吉普賽人、耶和華見證人、戰俘和其他許多受迫害的群體，其中也包括少量在中国行动中被盖世太保抓捕的中国人。10.6萬名囚犯，幾乎有一半死亡。20400名受害者的名字，在诺因加默的紀念館列出。事實上，估計有26,800名受害者死在那裡，而在集中營運作最後幾天和德軍撤離時約有17000人死亡。至少42,900名受害者的死亡可以得到驗證。

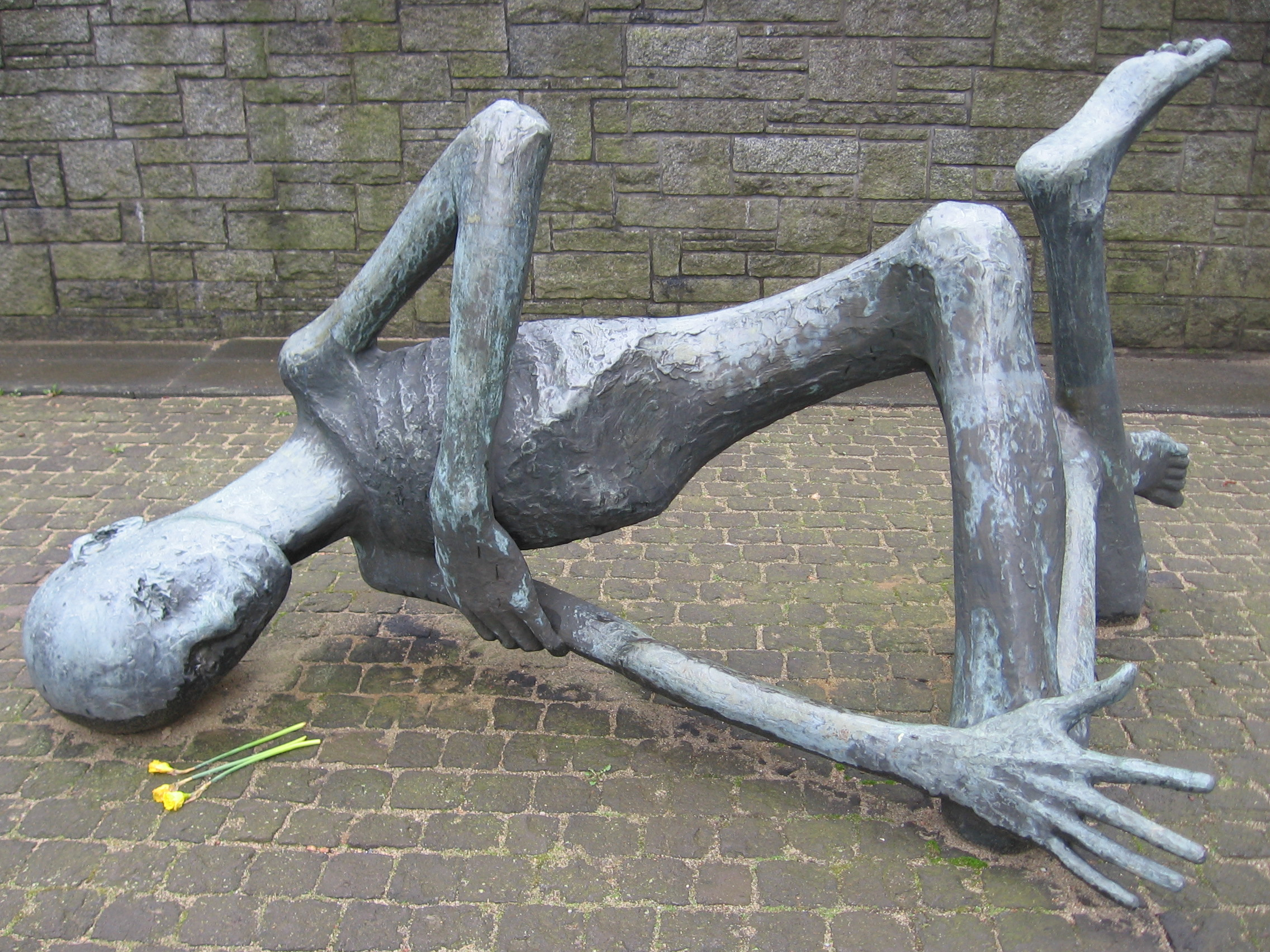
記念诺因加默集中营中死囚的雕塑

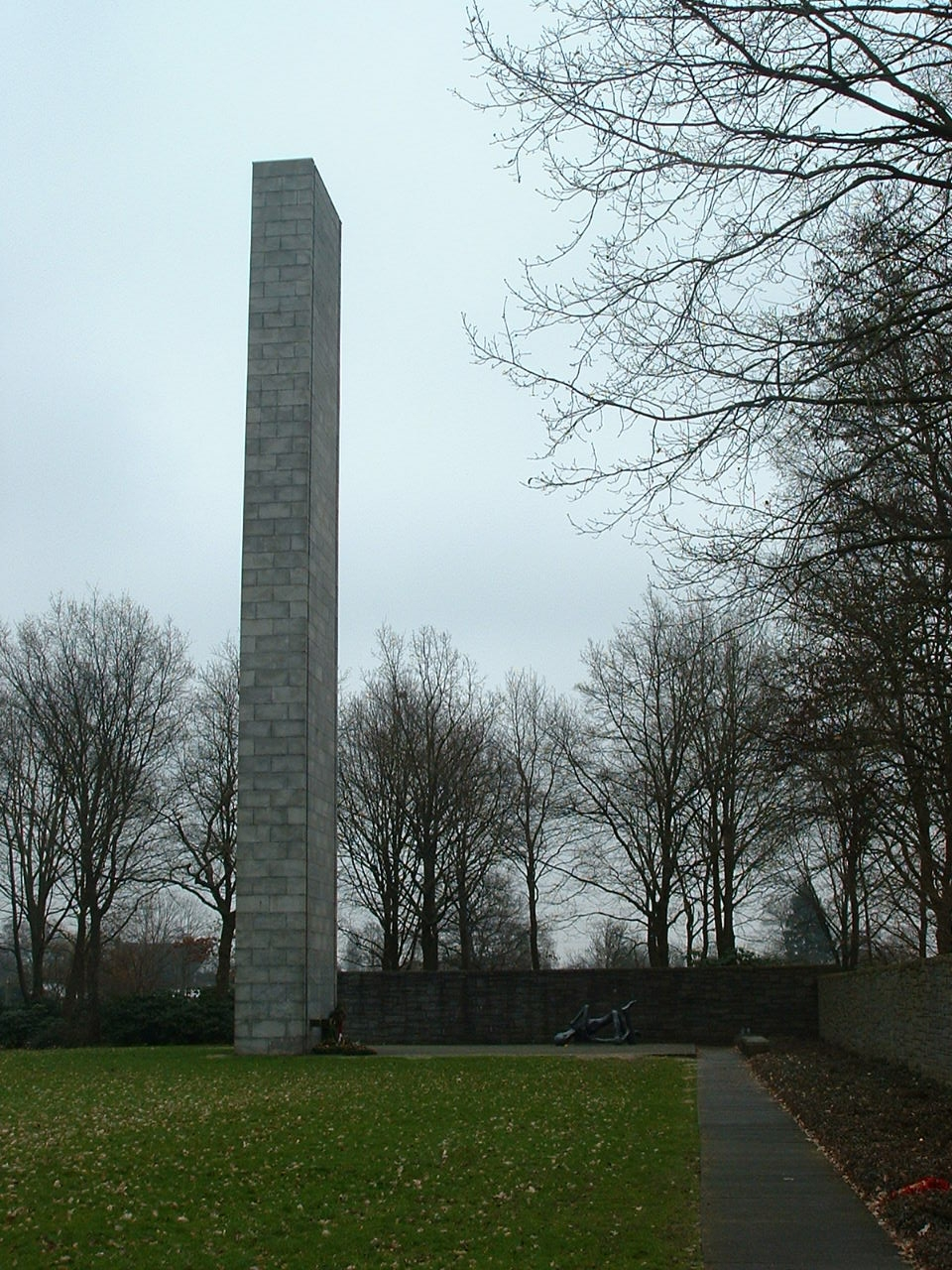
在诺因加默集中营原址附近的紀念碑

| 國家         | 男性   | 女性   | 總數    |
| ------------ | ------ | ------ | ------- |
| 蘇聯         | 28,450 | 5,900  | 34,350  |
| 波蘭         | 13,000 | 3,900  | 16,900  |
| 法國         | 11,000 | 500    | 11,500  |
| 德國         | 8,800  | 400    | 9,200   |
| 荷蘭         | 6,650  | 300    | 6,950   |
| 比利時       | 4,500  | 300    | 4,800   |
| 丹麥         | 4,800  | -      | 4,800   |
| 匈牙利       | 1,400  | 1,200  | 2,600   |
| 挪威         | 2,200  | -      | 2,200   |
| 南斯拉夫     | 1,400  | 100    | 1,500   |
| 捷克斯洛伐克 | 800    | 580    | 1,380   |
| 希臘         | 1,250  | -      | 1,250   |
| 意大利       | 850    | -      | 850     |
| 西班牙       | 750    | -      | 750     |
| 奧地利       | 300    | 20     | 320     |
| 盧森堡       | 50     | -      | 50      |
| 冰島         | 1      | -      | 1       |
| 其他國家     | 1,300  | 300    | 1,600   |
| 總數         | 87,500 | 13,500 | 101,000 |
| 沒有被統計   | -      | -      | 5,000   |
| 整体總數     | -      | -      | 106,000 |
| 死亡人數     | -      | -      | 55,000  |

## 營地人事
諾因加默並無常駐的黨衛隊女性人員。女性看守則在此接受訓練後，分派至其所屬的女性外營地。許多黨衛隊女性看守已知姓名，包括凱特·貝克（Käthe Becker）、埃爾娜·迪克曼（Erna Dickmann）、約翰娜·弗洛因德（Johanna Freund）、安格莉卡·格拉斯（Angelika Grass）、分隊指揮官洛尼·古岑特（Loni Gutzeit，囚犯們在她於漢堡－萬茨貝克服務期間稱她為「萬茨貝克之龍」）、葛楚德·海澤（Gertrud Heise）、弗里達·伊格納托維茨（Frieda Ignatowitz）、格楚德·默勒（Gertrud Möller，亦曾於博伊岑堡外營服役）、洛特·約翰娜·拉特克（Lotte Johanna Radtke）、首席女看守安娜米·馮·德·許爾斯特（Annemie von der Huelst）、以及英格·瑪加·瑪戈特·韋伯（Inge Marga Marggot Weber）。這些女性後來多數被分派至德國北部各地的女性外營地服役。目前已知有女性看守曾派駐於博伊岑堡、布倫瑞克黨衛隊騎術學校、漢堡-薩塞爾、漢堡-萬茨貝克、赫爾姆施泰特－本多夫、朗根霍恩、新格拉本、歐巴海地、萨尔茨韦德尔、以及下吕斯（或作 Vuterluss）等地的諾因加默外營地。僅有少數人因戰爭罪行而被審判，其中包括在新格拉本營地擔任六位女性看守之一的安內莉澤·科爾曼（Anneliese Kohlmann），以及曾在奧本海德營地擔任高級女看守（Oberaufseherin）的葛楚德·海澤。
諾因加默的行政由黨衛隊突擊領袖阿方斯·本特萊（Alfons Bentele，1942年9月－1943年3月）負責。阿爾弗雷德·特熱賓斯基（Alfred Trzebinski，1902年－1946年）為諾因加默各外營地的黨衛隊醫官。多數黨衛隊官員直接接觸囚犯，並於日常中持續進行騷擾與虐待。在諾因加默，設有三至四支衛兵部隊組成衝鋒營（Sturmbann），負責看守主營與外出勞動隊。囚犯營房以鐵絲網圍繞，夜間通電。
集中營指揮官（德語：Lagerführer）負責整個諾因加默集中營系統的總管工作。 諾因加默僅有三位正式指揮官，在此任職期間合計管理過約4,500名黨衛隊成員，某些時期同時最多有500名官員駐紮。
作為薩克森豪森集中營的外營地期間，諾因加默的指揮官如下：
- 突擊隊大隊領袖瓦爾特·艾斯費爾德
- 親衛隊高級突擊隊領袖馬丁·戈特弗里德·魏斯（1940年4月－1940年6月）

埃里希·弗羅姆哈根（Erich Frommhagen，自1933年5月起為黨衛隊成員，編號73754）於1940年初擔任諾因加默指揮官的副官，於1945年3月17日陣亡。
成為獨立集中營後，指揮官如下：
- 黨衛隊上尉 馬丁·戈特弗里德·魏斯（1940年6月－1942年9月），其副官為卡爾-弗里德里希·赫克爾（Karl-Friedrich Höcker）。
- 上級突擊隊大隊領袖馬克斯·保利（1942年9月－營地解放止），其副官自1943年5月起為卡爾·托措爾（Karl Totzauer）。

## 紀念
諾因加默集中營戰後曾成為拘留營和監獄。第一座紀念碑建於1953年，隨後的紀念牆在1965年建成。展覽大樓建於1981年，在接下來的幾年紀念館逐步擴大。1989年，漢堡市政府決定，建於1950年和1970年的兩座監獄及懲教設施應搬遷。它們分別於2003年及2006年關閉，使紀念和文獻館可以建在前囚犯的營房。新的紀念館在2005年5月4日集中營解放60週年開幕。紀念館佔地50公頃，包含15幢建築物，使它成為德國最大的紀念館之一。

## 外部連結
- 诺因加默紀念館官方網站（页面存档备份，存于）